# Bad König
Bad König este un oraș din landul Hessa, Germania.